# Sidi Abdelkrim
Sidi Abdelkrim  (in arabo سيدي عبد الكريم‎?) è un centro abitato e comune rurale del Marocco situato nella provincia di Settat, regione di Casablanca-Settat. Conta una popolazione di 14 037 abitanti (censimento 2014).